# 上海姥姥

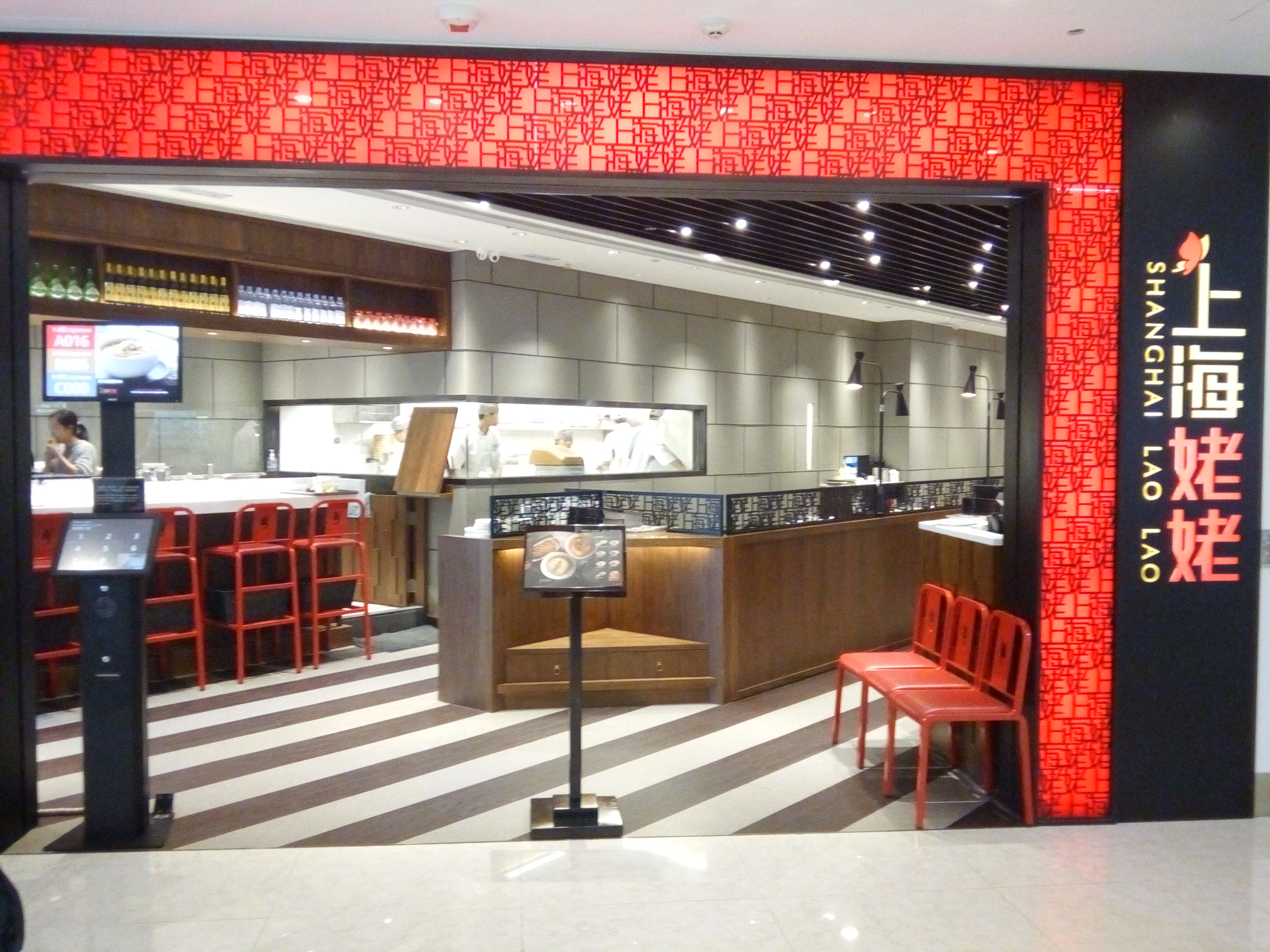
海怡廣場西翼的上海姥姥

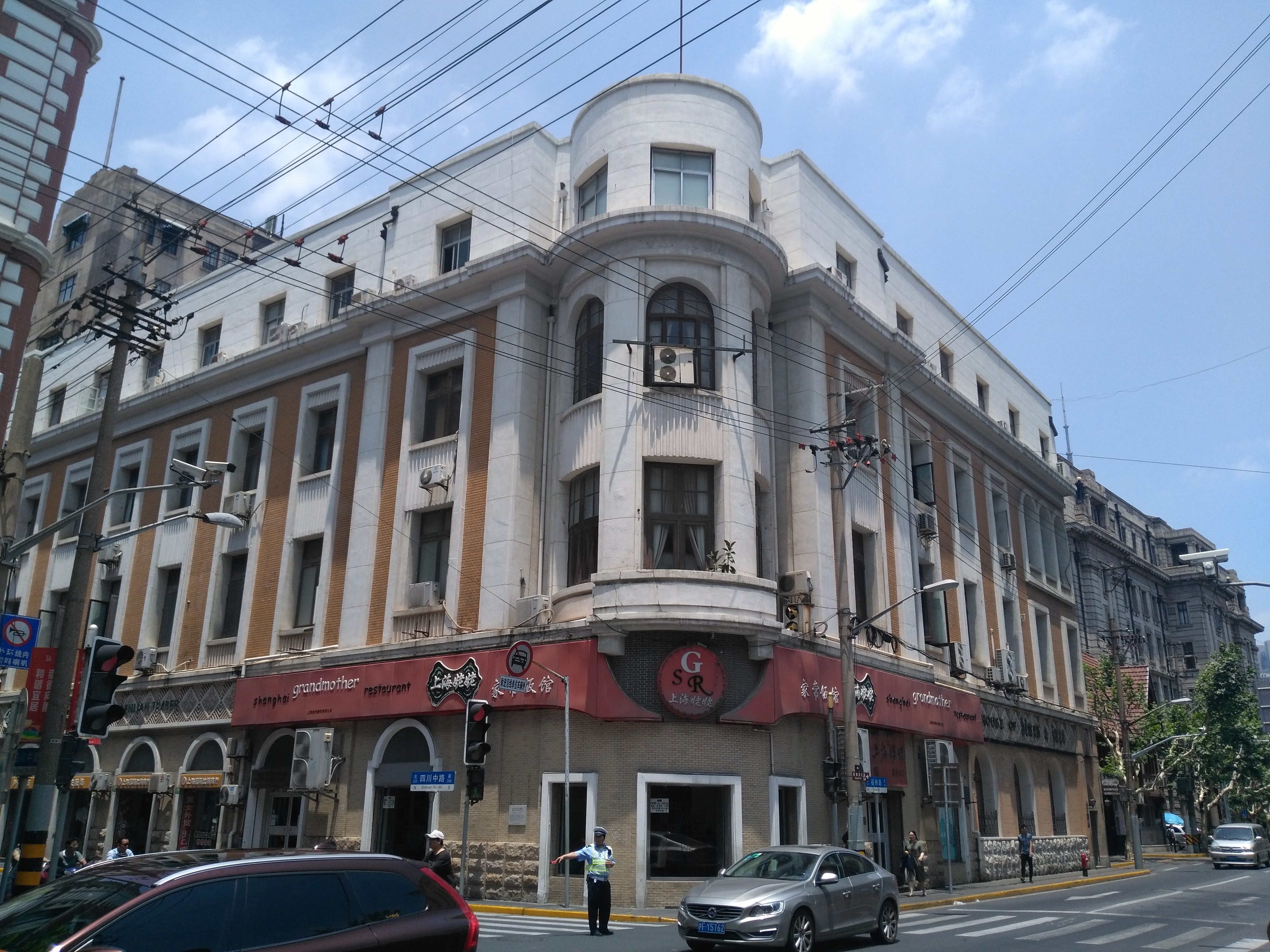
上海市四川中路上海德國郵局原址的上海姥姥餐厅

上海姥姥是香港大家樂集團旗下的一間連鎖上海風味連鎖餐廳，主要提供小籠包及手製拉麵等上海菜式。

## 簡介
2014年，上海姥姥首間市區分店於灣仔W Square開設，店舖設計糅合中、西方概念，設有水吧高檯設計及玻璃間隔廚房。
品牌取名「姥姥」，寓意廚師們會如「姥姥」一樣，堅持手製、帶來高品質的上海美味。

## 分店
- 馬鞍山廣場
- 荃灣廣場
- 堅尼地城建隆樓
- 屯門錦薈坊
- 上水中心
- 九龍灣德福廣場
- 樂富廣場
- 尖沙咀星光行
- 銅鑼灣翡翠明珠廣場
- 沙田連城廣場
- 將軍澳PopCorn
- 大埔新達廣場